# Костилева
Ко́стилева (рос. Костылева) — присілок у складі Абатського району Тюменської області, Росія.
Населення — 125 осіб (2010, 190 у 2002).
Національний склад станом на 2002 рік:
- росіяни — 98 %